# Притикино (Дмитровський міський округ)
Прити́кино (рос. Притыкино) — присілок у складі Дмитровського міського округу Московської області, Росія.

## Населення
Населення — 7 осіб (2010; 3 у 2002).
Національний склад (станом на 2002 рік):
- росіяни — 100 %